# شهرستان استانتون (کانزاس)
شهرستان استانتون، کانزاس (به انگلیسی: Stanton County, Kansas) شهرستانی در ایالات متحده آمریکا است که در کانزاس واقع شده‌است.